# Henry Van Peters Wilson
Henry Van Peters Wilson (* 16. Februar 1863 in Baltimore, Maryland; † 4. Januar 1939 in Durham, North Carolina) war ein US-amerikanischer Zoologe. Er machte sich vor allem um die Beschreibung der Morphologie und der Regenerationsfähigkeit der Schwämme und anderer Hohltiere verdient.

## Leben
Henry Wilsons Vater, Samuel Augustus Wilson, war Geistlicher und Circuit Rider, später United States Postal Inspector.
Wilson erwarb 1883 an der Johns Hopkins University einen Studienabschluss (unter anderem bei William Thompson Sedgwick) und 1888 einen Ph.D. bei William Keith Brooks. Von 1889 bis 1891 arbeitete Wilson für die United States Fish Commission (später United States Bureau of Fisheries) am Marine Biological Laboratory in Woods Hole, Massachusetts, und von 1899 bis 1902 war er Direktor des Meeresbiologischen Laboratoriums in Beaufort, North Carolina. Ab 1891 hatte er eine Professur für Biologie an der University of North Carolina inne, ab 1904 eine für Zoologie. 1902/1903 verbrachte Wilson ein Jahr bei Franz Eilhard Schulze in Berlin, 1929 ein Jahr an der Zoologischen Station Neapel.
1901 wurde Wilson als Fellow in die American Association for the Advancement of Science gewählt, 1927 als Mitglied in die National Academy of Sciences, 1932 in die American Philosophical Society. 1911 war Wilson Präsident der American Society of Zoologists.
Wilson war seit 1893 mit Edith Theresa Stickney († 1900) verheiratet. Aus der Ehe gingen drei Kinder hervor.

## Schriften (Auswahl)
- Development of Manicina areolata, Dissertation, 1888.
- Embryology of Sea Bass, 1891
- Observations on Egg Development of Maritime Sponges, 1894
- Report on Albatross, 1891 Sponges, 1904